# Nomzamo Mbatha
Nomzamo Nxumalo Mbatha (sinh ngày 13 tháng 7 năm 1990), thường được gọi là Nomzamo Mbatha, là một nữ diễn viên, nhân vật truyền hình, nữ doanh nhân và nhà hoạt động nhân quyền người Nam Phi.

## Bối cảnh và giáo dục
Nomzamo Mbatha sinh ngày 13 tháng 7 năm 1990 tại thị trấn KwaMashu, khoảng 21 kilômét (13 mi) theo đường bộ, phía tây bắc thành phố Durban, thuộc tỉnh KwaZulu Natal.
Cô học trường tiểu học Sihlezi ở trường trung học KwaMhlanga và Bechet, nơi cô có bằng tốt nghiệp trung học. Năm 2018, cô tốt nghiệp Đại học Cape Town với bằng Cử nhân Thương mại chuyên ngành Kế toán.

## Nghề nghiệp
Mbatha đã thử giọng cho một chương trình truyền hình vào tháng 7 năm 2012. Cuộc tìm kiếm được tổ chức tại Cape Town đã thu hút hơn 600 thí sinh. Cô được xếp vào top 70 và sau đó là top 10. Cô là một trong ba người vào chung kết hàng đầu. Vào năm 2014, chương trình mà Nomzana Mbatha đóng vai chính đã được chuyển đổi thành một phim truyền hình opera xà phòng hàng ngày.
Năm 2015, cô tham gia hai chương trình truyền hình thành công là "Tell Me Sweet Something" và "Umlilo". Cùng năm đó, cô bắt đầu tổ chức một chương trình du lịch thực tế có tên là "Holiday Swap", trên kênh truyền hình Nam Phi.
Năm 2015, cô được chọn đóng vai Neutrogena, là người Nam Phi đầu tiên, từng đóng vai đó.
Cô được bổ nhiệm làm Đại sứ thiện chí của UNHCR, Cơ quan tị nạn Liên Hợp Quốc vào tháng 1 năm 2019.

## Những hoạt động khác
Năm 2018, Nomzana Mbatha đã được công nhận là một trong những Phụ nữ Nổi bật 2018 của OkayAfrica, do OkayAfrica Digital Media bình chọn.
Năm 2018, cô dành thời gian tham quan các trại tị nạn Kenya, với vai trò là Đại sứ UNHCR.
Cô đã nhận được giải thưởng của Viện hàn lâm điện ảnh châu Phi cho đề cử Nữ diễn viên xuất sắc nhất khi đóng "Moratiwa" trong Tell Me Sweet Something (2015).
Vào ngày 28 tháng 1 năm 2019, cô được bổ nhiệm làm Đại sứ thiện chí của UNHCR. 